# Hoo Marina Park
Hoo Marina Park es una localidad situada en la autoridad unitaria de Medway, en Inglaterra (Reino Unido), con una población estimada a mediados de 2016 de 748 habitantes.
Se encuentra ubicada al sur de la región Sudeste de Inglaterra, en el condado de Kent, junto a la desembocadura del río Támesis.